# 1996 OR1
1996 OR1 är en asteroid i huvudbältet som upptäcktes den 20 juli 1996 av Beijing Schmidt CCD Asteroid Program vid Xinglong-observatoriet.
Asteroiden har en diameter på ungefär 5 kilometer.